# Burgruine Krögelstein
Die Burgruine Krögelstein befindet sich im Dorf Krögelstein, einem Stadtteil von Hollfeld im Landkreis Bayreuth. Die Ruine der Felsenburg erhebt sich über das im Tal des Kaiserbachs gelegene Dorf auf einem für die Fränkische Schweiz typischen felsigen Bergsporn.

## Geschichte
Die Edelfreien von Krögelstein, die vielleicht mit den ebenfalls edelfreien Walpoten verwandt waren, sind urkundlich für die Zeit von 1149 bis 1239 nachweisbar. Es ist davon auszugehen, dass bereits zu dieser Zeit die Spornburg existierte, urkundlich wurde sie aber erst im Jahr 1328 als „castrum“ erwähnt. Nach dem Erlöschen des Geschlechts Mitte des 13. Jahrhunderts kam die Burg an das Bamberger Hochstift. Bischof Wulfing von Stubenberg (1304–1319) verpfändete sie 1313 dem Bamberger Domkapitel. Seit 1400 wurde die Burg überwiegend von Bamberger Amtmännern verwaltet. Sie war nachweislich in den Händen der Familie von Aufseß, anschließend bis zur Zerstörung 1523 der Familie von Giech.

### Zerstörung der Burg 1523
Am 17. Oktober 1500 erhielt der Bamberger Fürstbischof Heinrich III. Groß von Trockau (1487–1501) die Burg vom Domkapitel zurück. Er gab sie als Mannlehen des Hochstiftes Bamberg an Dietz von Giech. Georg Wolf von Giech war mit Ottilie von Absberg, der Schwester des berüchtigten Raubritters Hans Thomas von Absberg, verheiratet. Da er seinem Schwager häufig Unterschlupf auf der Burg gewährte, wurde die Burg 1523 durch den Schwäbischen Bund zerstört. Ein Wiederaufbau unterblieb.

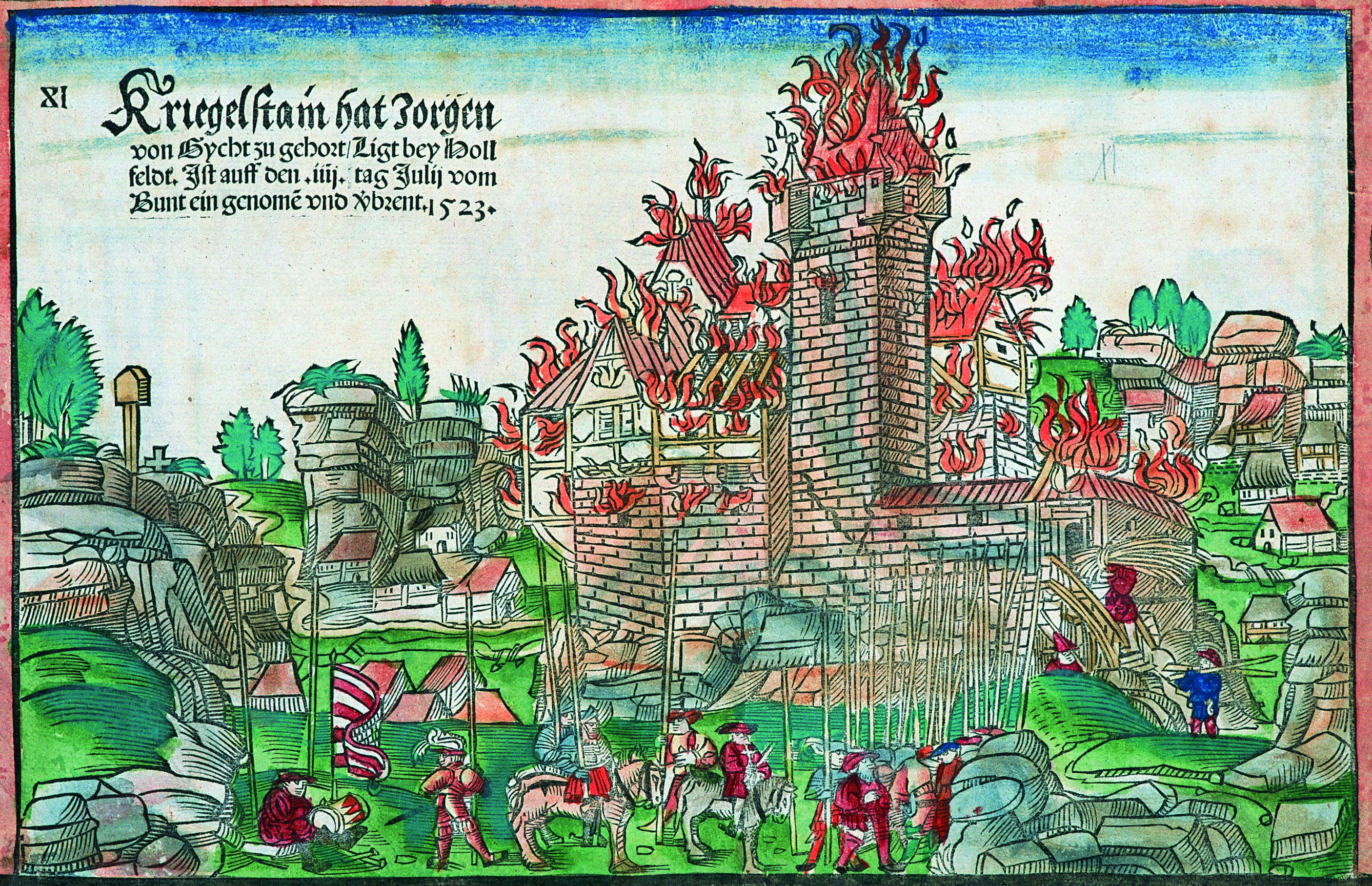
Nachträglich colorierter Holzschnitt des Hans Wandereisen zur Zerstörung der Burg

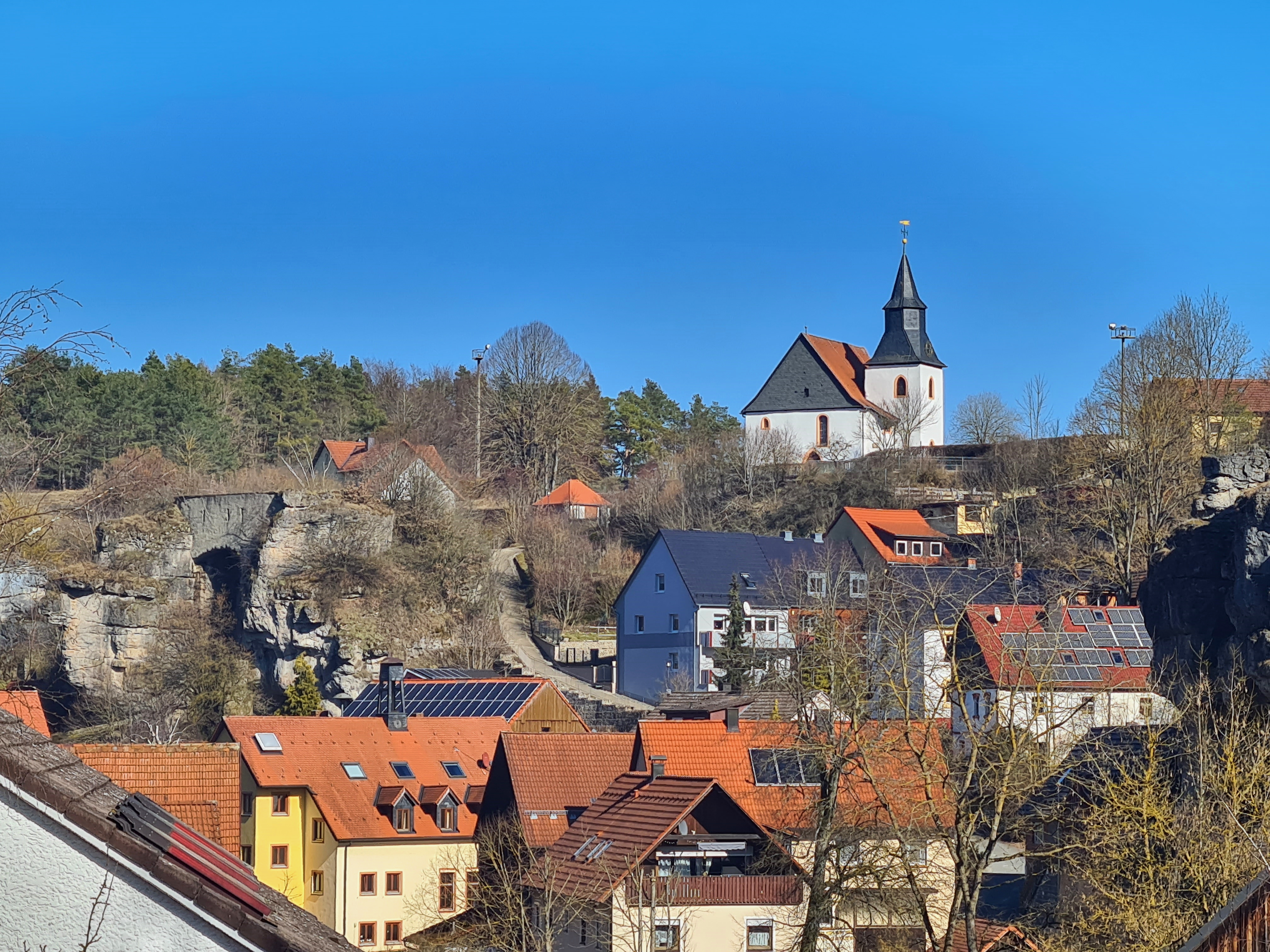
Blick über Krögelstein auf den Bergsporn mit der Ruine und der noch etwas höher gelegenen Kirche

Hans Wandereisen begleitete als Kriegsberichterstatter 1523 den Schwäbischen Bund bei seiner Strafexpedition und fertigte Holzschnitte von der Zerstörung der Burgen an. Das entsprechende Bild zeigt die Burg Krögelstein auf Augenhöhe von ihrer ursprünglichen Eingangsseite her. Im Tal dahinter sieht man vereinzelte Fachwerkhäuser, die zum Teil an die für die Fränkische Schweiz typischen Felsformationen angebaut sind. Auf der linken Seite ist durch ein Kreuz und einen Gedenkstock der Bereich der Kirche angedeutet. Truppenteile des bündischen Heeres im Vordergrund bringen Brennmaterial in die Burg, die bereits in Flammen steht. Neben Landsknechten sind auch einige Hauptleute zu Pferd abgebildet. Die massive Burganlage zeichnet sich durch Fachwerk in den höheren Stockwerken aus. Der Turm ist mit vier Erkern an seiner Spitze verziert. Der Holzschnitt trägt folgende Bemerkung: „XI. Kriegelstain hat Jorgen von Gycht zu gehort / Ligt bey Hollfeldt. Ist auff den .IIII. tag Julij vom Bunt ein genome(n) und v(er)brent. 1523.“

## Beschreibung
Von der ehemaligen Burg ist nur noch ein Schwibbogen mit drei Fensterschlitzen auf einem Dolomitfelsen westlich der Pfarrkirche vorhanden.
Bei der Pfarrkirche handelt es sich um die um 1250 erbaute ehemalige Burgkapelle, die bereits seit 1421 als Pfarrkirche genutzt wird. Die heutige Gestalt verdankt sie Georg Dietrich von Giech zu Wiesentfels, Niederlind und Krögelstein. Er starb am 26. Juli 1607. An ihn erinnert ein Epitaph aus Bronze. Der auf 1607 datierende Schlussstein im Chorgewölbe trägt ebenfalls das Wappen der Giech.

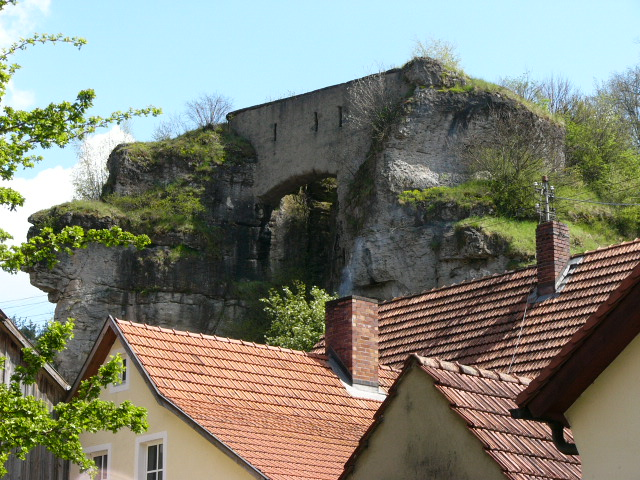
Schwibbogen mit Scharten
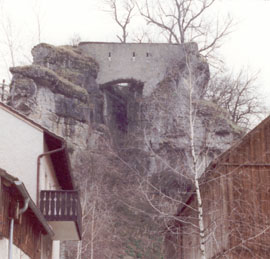
Ansicht von 1994
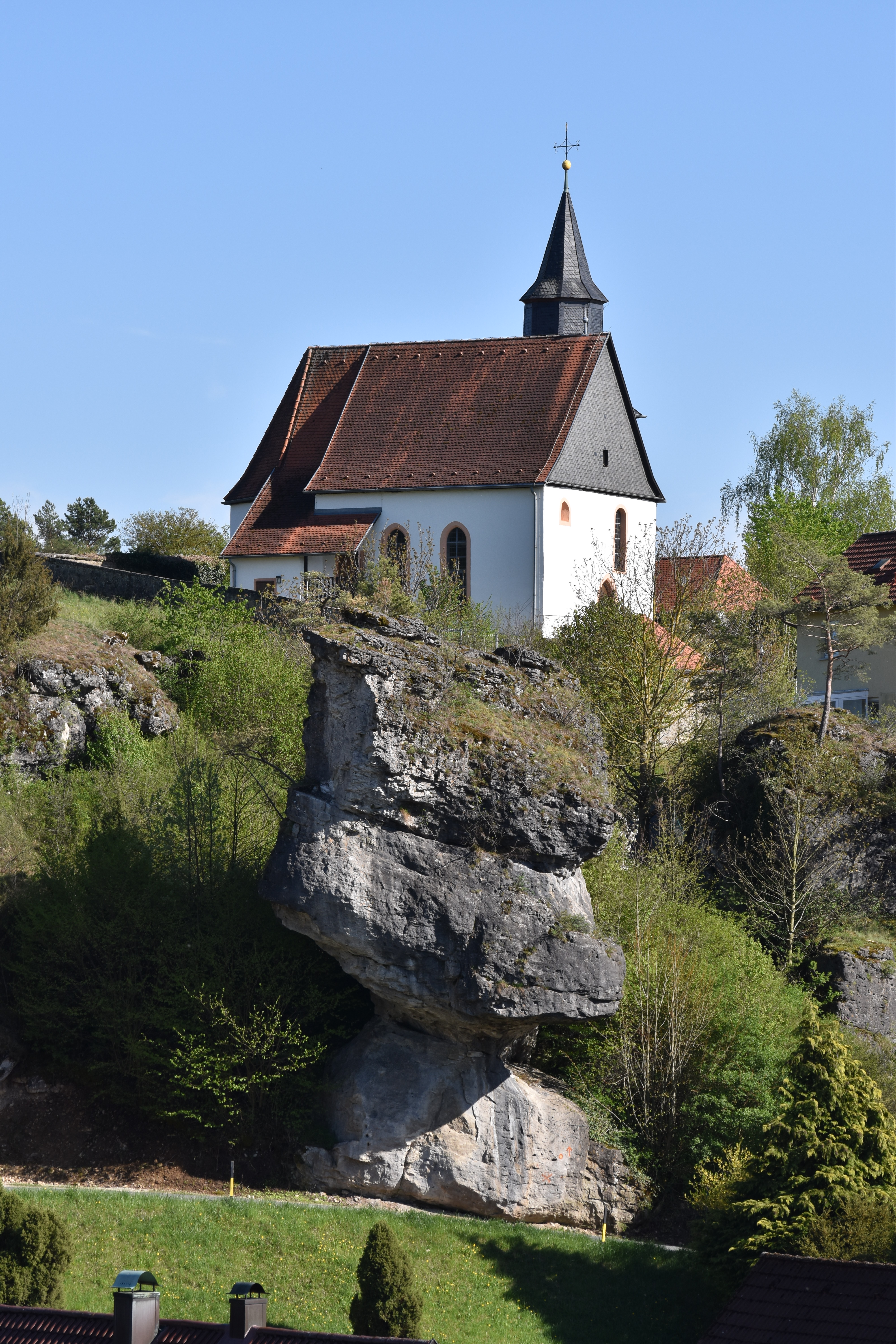
Pfarrkirche, vormals Burgkapelle